# Hongqi E-HS9
La Hongqi E-HS9 (in cinese: 红旗 E-HS9), è un'autovettura elettrica prodotta dalla casa automobilistica cinese Hongqi a partire dal 2020.

## Descrizione

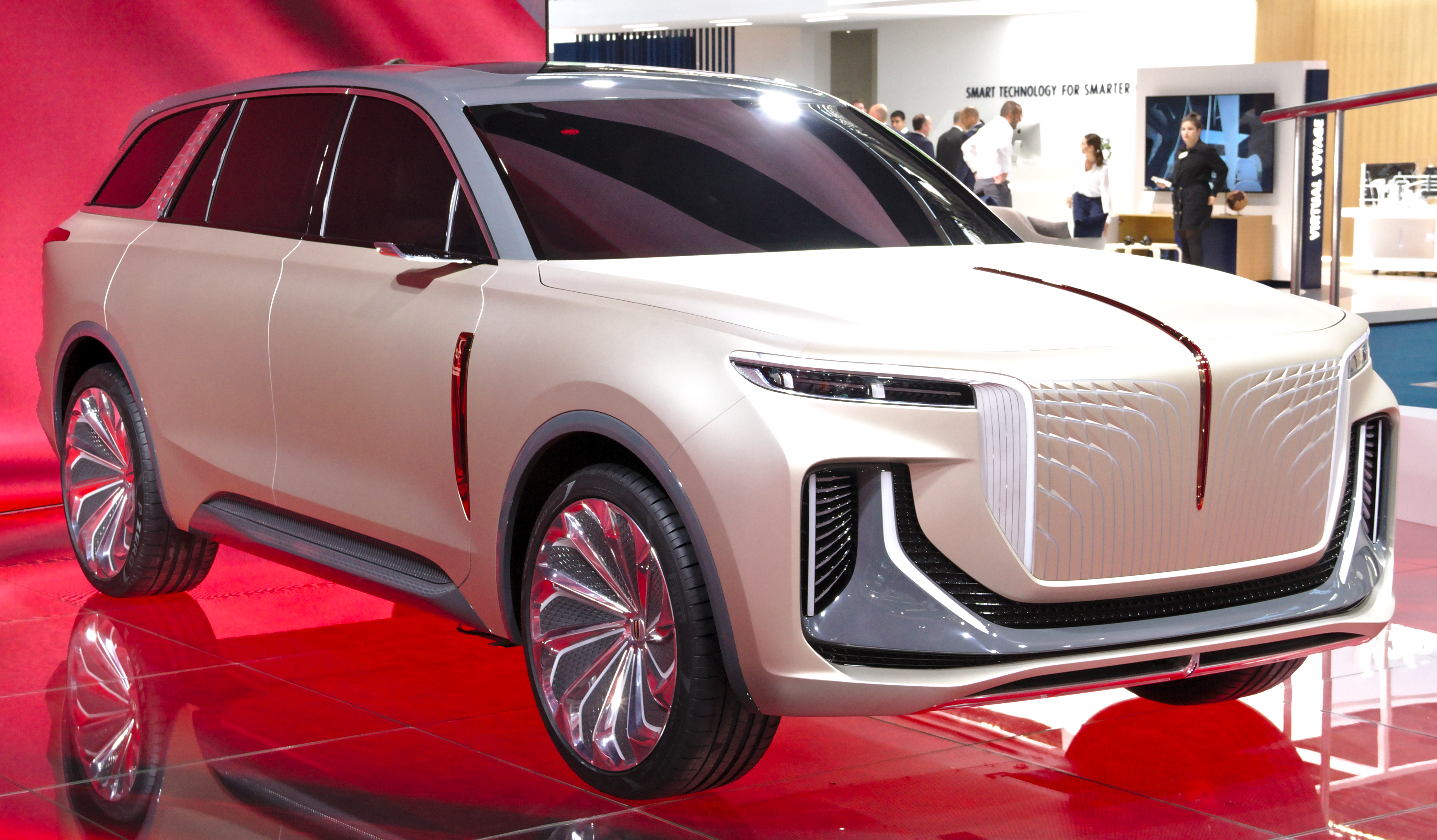
Hongqi E115 al salone di Francoforte 2019

Presentata in anteprima sotto forma di concept come Hongqi E115 durante il Salone Internazionale dell'Automobile di Francoforte 2019 e al Salone dell'Auto di Guangzhou 2019, la versione per la produzione in serie chiamata poi Hongqi E-HS9 è stata presentata per la prima volta al Salone dell'Auto di Pechino 2020.
La E-HS9 è un Crossover SUV a 5 porte e 7 posti di grandi dimensioni, ad alimentazione solo elettrica. Il design presenta una tinta bicolore ed è dotata di cerchi da 22 pollici.
La vettura è disponibile in due diverse varianti. Il modello base è dotato di un motore elettrico per ogni asse da 215 CV ciascuno, con una potenza totale di 430 CV (320 kW). Il modello top di gamma monta un motore più potente al retrotreno da 329 CV (245 kW), per una potenza combinata di 544 CV (405 kW). L'accelerazione nello 0 a 100 km/h avviene in meno di 5 secondi. La batteria da 92,5 kWh supporta la tecnologia di ricarica wireless o la ricarica senza fili, che può caricare completamente il veicolo in 8,4 ore. Secondo il ciclo NEDC la vettura può raggiungere un'autonomia fino a 510 km.
All'interno sono presenti 6 display, un sistema di controllo della temperatura a quattro zone, un filtro dell'aria PM2.5, sedili anteriori regolabili elettricamente con funzione massaggiante, sedili della seconda fila a controllo elettronico e un sistema audio con 16 altoparlanti.